# Joel Beeson
Joel Daniel Beeson (ur. 13 września 1966 w Winston-Salem, zm. 17 października 2017 w Galax) – amerykański model i aktor.

## Życiorys
Urodził się w Winston-Salem w Karolinie Północnej jako syn Nancy Banks i Daniela Farissa „Dana” Beesonów. Miał brata bliźniaka Paula Edwarda.
We wczesnych latach 90. XX wieku reklamował męską wodę kolońską Stock. Był tancerzem grupy Chippendales.
Był żonaty z Beth, z którą miał córkę Haley Alexis.
Zmarł 17 października 2017 w szpitalu okręgowym Twin County w Galax na wrodzoną chorobę wątroby w wieku 51 lat.

## Filmografia

### Filmy fabularne
- 1992: Ze śmiercią jej do twarzy (Death Becomes Her) – ochroniarz Lisle
- 1992: Columbo: A Bird in the Hand (TV) – Clyde
- 1994: Przysługa (The Favor) – młody Tom Andrews
- 1995: Ballistic (Pięść sprawiedliwości) – Ray

### Seriale telewizyjne
- 1992: Freshman Dorm – Michael
- 1994: Pierścień smoka (Desideria e l’anello del drago) – książę Victor
- 1995: California Dreams – doktor Joe
- 1995: Nocny patrol (Baywatch Nights) – Grant Styles
- 1995: High Society jako Kirby
- 1995: Przyjaciele (Friends) – Hombre Man